# Grigorij Grabovoj
Grigorij Petrovič Grabovoj (rusky Григо́рий Петро́вич Грабово́й); * 14. listopadu 1963 v obci Kirovo, v oblasti Šymkent v Kazachstánu, je zakladatel a vůdce ruské sekty Učení univerzální spásy a harmonického rozvoje. Tvdil, že dokáže vzkřísit mrtvé, že je schopen teleportace, léčit AIDS a rakovinu v jakékoli fázi, diagnostikovat a vyřešit problémy elektronických zařízeních na dálku, nebo že má být jasnovidný a má mít schopnost měnit realitu. V roce 2008 byl odsouzen k 11 letům vězení poté, co v roce 2004 slíbil matkám obětí obležení školy v Beslanu, že může vzkřísit jejich děti. Roku 2010 byl propuštěn, nyní žije v Srbsku, odkud propaguje svůj pseudovědecký projekt Universe Hacking Codes, který si získal zvláštní popularitu v důsledku epidemie koronaviru, zejména prostřednictvím sociální sítě TikTok.

## Životopis
Grabovoj se narodil 14. listopadu 1963 v obci Kirovo, v oblasti Šymkent v Kazachstánu v rodině s ukrajinskými kořeny. V roce 1986 absolvoval Fakultu aplikované matematiky a mechaniky na Taškentské státní polytechnické univerzitě, obor mechanika. Po absolutoriu pracoval v konstrukční kanceláři všeobecného strojírenství v Taškentu.
2. prosince 1991 podepsala Uzbecká správa civilního letectví (UzUGA) dohodu s uzbecko-americkou firmou Askon, podle níž ministerstvo zaplatilo 235.700 rublů za Grabovojovy služby za „vývoj metod heuristické analýzy, diagnostiky a predikce poruch letectví. 4. července 1992 UzUGA zaplatila společnosti Progress VNPP 168.000 rublů za Grabovojův vývoj „nekonvenčních metod technické analýzy, diagnostiky a předpovědi poruch letectví.
7. ledna 1993 zaplatila UzUGA Grabovojovi 1 898 400 rublů za „studii vlivu leteckých elektronických zařízení na piloty během letu za účelem zvýšení bezpečnosti“. 29. června 1994 uzavřela letecká společnost Uzbekistan Havo Yollari trvalou smlouvu se společností Rampa, jejímž generálním ředitelem byl právě Grabovoj. Smlouva ustanovila platby ve výši 2 milionů rublů měsíčně za „práce na mimosmyslové diagnostice letadel používaných k letům prezidenta republiky Uzbekistán a členů vlády“. Výsledky Grabovojovy práce na mimosmyslové diagnostice letadel se odrážejí v jeho třídílné knize „Praxe řízení - Cesta spásy.“
7. ledna 1996 Grabovoi v Uzbekistánu podepsal poslední smlouvu na „řízení zaměstnanců společnosti prostřednictvím bezkontaktní psychické práce“. Měsíční platby byly převáděny na účet v bance Midland v Londýně ve výši 2.000 USD na zaměstnance a rok.

### Údajné tituly a ocenění
V roce 1996 absolvoval lékařskou školu na Moskevské regionální škole pro pokročilá studia v oboru „Všeobecné lékařství“. Byl kvalifikován jako zdravotník.
Podle biografie zveřejněné na jeho osobní webové stránce získal například tyto tituly, licence a ocenění - r. 1986 absolutorium Fakulty mechaniky a matematiky Státní univerzity V.I. Lenina v Taškentu - kvalifikace mechanik, r. 1996 absolutorium Kurzu Moskevské regionální školy pro pokročilá studia - všeobecné lékařství - zdravotník, r. 1997 patenty na metodu "Počítačová technologie dálkového řízení" (postup pro přenos informací o jakékoli události do geometrické podoby), na metodu "Předávání informací v jakémkoli bodě časoprostoru", na objev "Reprodukčních seberozvojových systémů reprezentujících exerní a interní diverzity polí tvůrčích sfér" a na objev principu "Čas je forma prostoru" (dvakarát).
V roce 1998 měl získat cenu za "Nejlepšího léčitele" z festivalu "Minulostí do budoucnosti" v kategorii "Bioenergetická informační věda and předpovědi".
V roce 1998 byl zvolen řádným členem Ruské akademie přírodních věd (RANS) a později byl vyloučen jako neregistrovaný, akademikem Mezinárodní akademie informatizace a také akademikem Italské akademie pro hospodářský a sociální rozvoj, Newyorské akademie věd a získal akademický titul doktora Ruské akademie přírodních věd ve specializaci „Noosférické znalosti a technologie“.
Podle informací akademika Ruské akademie věd E. P. Krugljakova, Grabovoj neobhájil svoji disertační práci a přesto tvrdí, že je doktorem technických věd, fyziky a matematiky. O diplomu italské Akademie věd Krugljakov říká „Když jsem se snažil prostřednictvím svých kolegů v Itálii zjistit, zda byl pan Grabovoj skutečně zvolen akademikem italské Národní akademie věd, ukázalo se, že takového člověka vůbec neznají. Zaslal jsem jim kopii diplomu o zvolení Grabovoje italským akademikem. V odpovědi, kterou jsem dostal, mi oznámili, že ačkoli je text diplomu napsán v italštině, není napsán Italem - je napsán s chybami, jedním slovem, je prostě zfalšovaný.“
Komise RANS pro boj s pseudovědou požadovala na akademiích v Belgii, Bulharsku a Itálii informace o Grabovojovi (v souvislosti s Grabovojovým tvrzením, že je členem akademií těchto zemí). Komise obdržela oficiální odpovědi, že o Grabovojovi v těchto akademiích není nic známo.
Po dobu 4 let byl předběžným členem prestižní Ligy profesionální psychoterapie, byl však zbaven členství kvůli neplacení členských příspěvků. Webové stránky G. Grabovoje obsahují fotografii i diplomu doktora fyziky a matematiky, který vydala Vyšší interakademická atestační a kvalifikační komise (VMAK, nezaměňovat s Vysokou atestační komisí). Podle deníku Versiya vydává VMAK tituly za rozumný poplatek komukoli a vědecká obec tyto tituly neuznává.
Z dlouhé řady dokumentů o vzdělání, akademických titulech a titulech G. P. Grabového je jediným skutečným diplom o absolvování Fakulty mechaniky a matematiky Státní univerzity v Taškentu. Jak zdůrazňuje E. P. Krugljakov: „Všechny další významné tituly a tituly doktora věd, profesora, velkého profesora, akademika mnoha veřejných akademií lze volně zakoupit za ne příliš vysoký poplatek (100–150 dolarů).

### Setkání s Vangou
Podle Grabovoje se 27. října 1995 ve vesnici Rupite (Bulharsko) setkal s „jasnovidkou“ Vangou. Údajně se ho zúčastnila redaktorka bulharské národní televize Valentina Genkova, která měla překládat jejich konverzaci. Údajně se podle ní se pak na jednání diskutovalo o otázkách souvisejících s jadernými a ekologickými riziky pro planetu, s prodloužením lidského života, možností neumírání i se sjednocováním náboženství. Vanga měla vyjádřit svůj názor, že Grigorij Petrovič, který má fenomenální vlastnosti, musí nutně i nadále pracovat s lidmi a rozšiřovat oblasti uplatnění svých schopností. Měl by působit v Rusku, odkud bude šířit své znalosti a umění do všech zemí světa.
Moskevská léčitelka Ljudmila Kim v rozhovoru pro noviny Komsomolskaja pravda 13. října 2005 uvedla, že byla přítomna na setkání mezi Grabovojem a Vangou. Vanžiny názory na schopnosti Grigorije Grabovoje byly podle Kim ostře kritické a Grabojov měl být ze setkání vyhozen. Dne 7. dubna 2006, Komsomolskaja pravda psala o schůzce „mladého sezibila z Ruska“ v Bulharsku v roce 1995. Noviny píšou, že slavná jasnovidka Vanga uložila Grabovojovi zkoušku, ale byla se samozvaným „léčitelem“ nespokojená a doslova Grabovoje vykopla, o čemž psalo mnoho bulharských novin. V červenci 2006 lotyšský a ruský prozaik, redaktor, novinář Andrej Levkin v novinách „Vzglyad“ uvedl, že na prvním kanálu ústřední televize byl uveden dokumentární film, který ukazoval natáčení setkání mezi Vangou a Grabovojem, které skončilo Vanžinou velmi emotivní reakcí a vyhnáním Grabového.
Bulharská novinářka Valentina Genkova pak protestovala proti nezákonnému použití jejího materiálu chráněného autorskými právy – natáčení setkání bulharské jasnovidky Vangy s Grabovým – ruské televizi. Valentina Genkova uvedla, že ve fragmentu natočeného materiálu, který byl představen ruskému divákovi, byl význam Vanžina rozhovoru s Grigorijem Grabovým zcela zkreslen. Novinář Vjačeslav Ježkov uvedl, že v roce 1995 byla Vanga vážně nemocná a nikoho nepřijímala, pro Grabového však učinila výjimku. Valentina Genkova Ježkovovi o setkání mezi Grabovoi a Vangou řekla:
Byla jsem překvapena. Komentář byl velmi odlišný. Myslím tím, že tam můj komentář nezazněl, místo toho uvedli, že Vanga Grabovoje vyhodila. To není pravda. Náš rozhovor s Vangou začal tím, že řekla: „Můžete toho vykonat hodně a musí to být v Rusku. Musíte pomáhat lidem. A neměl byste se dívat na Západ: ani do Německa, ani do Ameriky, nikam. Musíte to udělat v Rusku.“
Vjačeslav Ježkov, Divoké časy

### Působení v Rusku
V roce 1995 se Grabovoi přestěhoval do Ruska. Údajně mu pomáhal Georgij Rogozin, zástupce náčelníka bezpečnostní služby prezidenta Ruské federace. V témže roce Grabovoj zaregistroval neziskovou organizaci Фонд Григория Грабового — внедрение и распространение Учения Григория Грабового „О спасении и гармоничном развитии“ (Nadace Grigorije Grabovoje - Implementace a šíření učení Grigorije Grabovoje „Spásy a harmonického rozvoje“, později známou jako „Charta DRUGG“. Do roku 2006 měla regionální pobočky ve více než 50 regionech Ruska.
V roce 1999 přednášel Grabovoy ve středisku pro vzdělávání a školení specialistů v oblasti moderních technologií pro prevenci a eliminaci mimořádných událostí Agentury ruského ministerstva pro mimořádné situace - monitorování a předvídání mimořádných událostí. Ministerstvo pro mimořádné situace rovněž potvrdilo, že je v roce 2001 Grabovoj kontaktoval kvůli spolupráci.
V roce 2000 kanálu TV-6 uvedl program „Grigorij Grabovoj, Vzorec zdraví“. V témže roce byly pod nadací DRUGG založeny noviny „Variant Management - Forecast“. 6. října 2005 bylo do kanceláře novin Izvestija doručeno 10. číslo a stejně tak asi 3 tisícům dalším předplatitelům kanceláře Izvestija. V reakci na odvolání redakce k distribuční službě byla smlouva o distribuci Grabovojových novin pozastavena a později ukončena.
V roce 2001 akademik E. P. Krugljakov na sympoziu „Věda, pseudověda a paranormální jevy“ zveřejnil zprávu, v rámci které se zmiňuje i „krystalový modul“ vyvinutý Grabovojem. Tento modul, jak Krugljakov vysvětluje, podle Grabovoje snižuje sílu jaderného výbuchu na polovinu a může sloužit v jaderných elektrárnách za účelem ochrany před katastrofami.
Ve zprávě prezidia Ruské akademie věd z roku 2003 věnované pseudovědě, akademik Ruské akademie věd E. P. Krugljakov ostře kritizoval Grabovojovy aktivity:
V doprovodu prvního ruského prezidenta Borise N. Jelcina byl pozorován ... darebák, který si říká doktor fyzikálních a matematických věd, G. Grabovoj. Tento mimochodem tvrdí, že i dnes mentálně dohlíží na bezpečí a funkčnost prezidentského letadla před odletem. Je prý také vynálezcem jedinečného zařízení - „krystalového modulu“, pomocí kterého během podzemních jaderných zkoušek v Semipalatinsku významně snížil sílu jaderného výbuchu. Ačkoli je absurdita takového tvrzení zcela zřejmá každému fyzikovi, bylo provedeno vyšetřování zejména pro laiky, které ukázalo, že se pan Grabovoj nikdy nezúčastnil jaderného testu. G. Grabovoj tedy lže. Úředníci by to měli vědět, protože dal jasně najevo, že krystalový modul bude užitečný v jaderných elektrárnách 
E.P. Krugljakov, Pseudověda - Jak ohrožuje vědu a společnost?
V roce 2002 fond kinematografie ruského ministerstva kultury financoval film „The Mission of Grigory Grabovoy“. Ve stejném roce Grabovoj působil jako viceprezident Ruské finanční unie, fondu na podporu státních programů.
V roce 2004 se Grabovoj stal členem Veřejné akademie pro bezpečnost, obranu a vymáhání práva (ABOP). Později bylo rozhodnuto o jeho vyloučení.

#### Grabovojovo učení
5. června 2004 Grigorij Grabovoj uspořádal tiskovou konferenci, na které prohlásil, že je druhým příchodem Ježíše Krista:
Já, Grigorij Petrovič Grabovoj, narozen 14. listopadu 1963 ve vesnici Kirovskoje, dříve Bogara, Kirovský okres, oblast Šymkent v Kazachstánu, prohlašuji, že já, Grigorij Grabovoj, jsem druhým příchodem Ježíše Krista. Toto prohlášení jsem učinil na základě Božího slova. Slovo boží a skutečnost, že jsem si tím byl vždy osobně jistý, znamená, že jsem to vždy věděl, od počátku, od narození. A v tomto ohledu toto tvrzení umožňuje lidem spásu, univerzální akci spásy, ... , lidé mohou být spaseni studiem poznání, které dávám - poznání mého učení. A zároveň mohou tuto dobrou zprávu předávat všem a najednou.

Grabovojova nauka se nazývá „O spasení a harmonickém rozvoji“.
Podle autora je cílem této nauky „univerzální spása a spása pro každého osobně, zajišťující věčný tvůrčí harmonický rozvoj.“
Primárním úkolem nauky je zabránit možné globální katastrofě, a možnost dosáhnout řešení osobních úkolů a obecnému vzkříšení.
Podle závěru komplexního sociálně-psychologického forenzního vyšetření provedeného v rámci trestního řízení bylo Grabovojovo učení definováno následovně:
Doktrína Grigorije Grabovoje je komplexem speciálních metod ovlivňování psychiky člověka a lidského chování, a je zaměřena na lidi, kteří zažívají akutní duševní tíseň v důsledku smrti blízkých, na pacienty s vážnými onemocněními a ve stresu, nebo se zvýšenou psychickou zranitelností v důsledku těžké životní situace ... Metody, které tvoří tento systém ovlivňování zahrnují: přímé a nepřímé návrhy; konverze (metodické účelové zkreslení) normativních lingvistických konceptů; metody, které využívají a udržují stav duševního traumatu a způsobují zkreslování procesů myšlení, vnímání a porozumění; metody kontroly vědomí - dopad na sféru rozhodování, sféru stanovování cílů a osobních motivací ...

Své schopnosti Grabovoj popisuje ve své třídílné knize Praktika upravlenia. Puť spasenia (Praxe řízení. Cesta ke spáse). Zde píše, že cíle jeho učení má být předávání znalostí od Boha smrtelníkům, čímž poskytuje výhody jak fyzické (nesmrtelnost, vzkříšení mrtvých), tak duchovní.
„Sám Grabovoj je nemocný člověk, který upřímně věří, že je vyvolený.“ řekl Maxim Ševčenko, vedoucí Centra strategických studií náboženství a politiky současného světa. „Jeho okolí je však zcela jiné. Jsou to střízlivě uvažující a vypočítaví lidé, zjevně s minulostí v KGB.“

##### Beslanský školní masakr a vyšetřování Grabovojovy sekty
Grabovoj se sešel s matkami dětí zabitých při obléhání školy v jihoruském Beslanu v roce 2004 a sliboval jim, že za úplatu jejich děti vzkřísí.
Dne 16. července 2004 se na webových stránkách Grabovoje objevila jeho fotografie s prezidentem Kazachstánu Nursultanem Nazarbajevem a prohlášení, mu bylo vydáno povolení k šíření jeho učení. Velvyslanectví Kazachstánu v reakci na to uvedlo, že dokument podporující učení Grabovoi v republice má všechny známky padělání. Po aféře s Matkami z Beslanu se korespondentu deníku Izvestija podařilo s Grabovojem setkat. Tou dobou sám sebe označoval za druhý příchod Ježíše Krista a oznámil, že se v roce 2008 stane ruským prezidentem. Své problémy s tiskem se pokusil se vyřešit úplatkem 25 tisíc dolarů.
Následující vydání deníku Izvestija vyvolala mezinárodní skandál: Grabovoj padělal podpis Nursultana Nazarbajeva na dokumentu, který měl dokazovat, že prezident Kazachstánu je členem jeho sekty a dokonce si vybral jeho učení za státní ideologii. Státní zastupitelství v Moskvě následně zahájilo vyšetřování těchto skutečností. K vyšetřování aktivit Grabovojovy sekty se následně připojili novináři z televizních společností NTV, BBC, Radio Liberty, novin Tribuna, tiskové agentury Regnum a desítek dalších médií v regionech Ruska a Kazachstánu.
Susanna Dudieva, předsedkyně výboru Matky z Beslanu, v rozhovoru z března a dubna 2007 pro Larisu Bochanovu uvedla, že Grabovoj se stal obětí pomlouvačné kampaně, jejímž cílem je odvrátit pozornost od chybného postupu úřadů s únosci. Dudieva jmenovala některé novináře šířící nepravdivé informace, často opačných od těch, která médiím sama sdělovala. Mezi jmenovanými byli Vladimir Vorsobin z Komsomolskaja Pravda, Dmitri Sokolov z Izvestija, nebo Alexey Pimanov z televizního pořadu Člověk a právo. Sama Dudieva ale v té době přišla o práci, protože vstoupila do Grabovojovy sekty slibující vzkříšení.
Podle Jeleny Milašinové z Novaja gazeta úřady zatkly Grabovoje kvůli obvinění z podvodu. Milašinová napsala, že ostankinské oddělení ruského generálního prokurátora hrozilo žalobou na televizní show Člověk a právo pro podněcování k (náboženské) nenávisti. Podle Milašinové byl Jevgenij Saurov, který dva roky před tím vznesl obvinění proti Grabovoji, stíhán pro nesouvisející obvinění a že Grabovoj byl zatčen na příkaz Vladimíra Putina.
Grabovoj zažaloval noviny Komsomolskaja pravda o 1,2 miliardy rublů a prohrál u Savelovského soudu v Moskvě.
Sám Grabovoj tvrdí, že beslanské tragédii mohl zabránit, ale v tu chvíli měl jinou práci: „Z oběžné dráhy právě klesaly dvě družice. A kdyby spadly na Zemi, zasáhly by vojenskou základnu s jadernými zbraněmi. A došlo by k jadernému výbuchu. Dva dny jsem nespal, abych ty satelity udržel nahoře, a pak přišel Beslan.“

##### Soud a vězení
7. července 2008 uznal Taganský soud v Moskvě Grabovoje vinným z 11 případů rozsáhlého podvodu a odsoudil ho na 11 let vězení. Podle rozsudku Grabovoj organizoval kult se strukturou pyramidové hry, ve které mu jeho „následovníci“ odevzdají 10% svých příjmů. Soud považoval údajné platby od příbuzných zesnulých lidí (průměrně 40 tisíc ruských rublů za vzkříšení) za podvod. Příbuzní po platbě už neviděli ani vzkříšené, ani peníze.
Podle Grabovoje je důvodem to, že sami příbuzní nejsou na setkání se vzkříšenými připraveni. Nebo že ke vzkříšení nedochází, protože sami zesnulí se nechtějí vrátit. Nebo se to podaří, ale vzkříšená osoba se objeví na jiném místě zeměkoule.
V říjnu 2008 byl Grabojovi trest při novém soudním přelíčení snížen na 8 let a povinnost zaplatit pokutu 750 tisíc rublů (více než 200 tisíc korun).
Původně si odpykával trest v kolonii Valdaj v Novgorodské oblasti, v lednu 2009 byl převezen do kolonie v Berezniki (Permský kraj).
V květnu 2010 byl Grabovoj předčasně propuštěn za dobré chování. Ruští obhájci, včetně Michaila Trepaškina, podali žalobu na Vladimíra Putina a prezidenta Medveděva u OSN, haagským tribunálem a mezinárodním trestním soudem za to, že nařídili trestní stíhání Grigorije Grabovoje. Proti předčasnému propuštění Grabovoje v květnu 2010 se odvolala regionální prokuratura.
V předvečer Grabovojova propuštění jeho manželka Jelena Jegerevová uvedla, že její manžel byl neoprávněně nazýván tvůrcem sekty, zatímco on je organizátorem politické strany DRUGG (nyní vykládáno jako Strana dobrovolníků šířících Učení Grigorije Grabovoje). „Není to sekta, je to politická strana registrovaná ministerstvem spravedlnosti.“ řekla Jeregevová. Ministerstvo spravedlnosti Ruské federace ale uvedlo, že žádná strana DRUGG u nich nebyla zaregistrována. V roce 2006 ji ministerstvo spravedlnosti odmítlo zaregistrovat. Grabovojův obhájce, právník Vjačeslav Makarov, řekl, že existuje a že je registrována pouze jako sociální a náboženská organizace se stejným názvem - DRUGG.
Po propuštění G. Grabovoje jeho manželka Jegerevová prohlásila, že se Grigorij Grabovoj již nadále nebude účastnit veřejných aktivit, získá právní vzdělání, hodlá vychovávat děti a čekat na vnoučata.
22. září 2016 Evropský soud pro lidská práva rozhodl o finanční kompenzaci 2500 euro pro Grabovoje za nepřiměřeně dlouhou vyšetřovací vazbu (více než dva roky).

### Další působení

#### Grigorii Grabovoi PR Konsalting Technologies of Eternal Development
Olga Saburova, novinářka novin Sobesednik, zjistila, že od ledna 2020 je Grabovoj majitelem internetového obchodu "Grigorii Grabovoi PR Konsalting Technologies of Eternal Development", který „jedná na základě osvědčení o státní registraci jednotlivce Grigorije Grabovoje jako samostatného podnikatele č. 63983276, vydaného dne 21. září 2015 Agenturou pro registraci podniků Republiky Srbsko“. Poznamenává, že se v současné době zabývá prodejem PRK-1U - „zařízení pro rozvoj koncentrace“, která jsou údajně schopna zastavit stárnutí a zahájit omlazení, léčit HIV a rakovinu. Saburova pozanmenává, že cena je 9.700 € (s doručením) nebo 1.212 € (v případě poskytnutí vzdáleného přístupu)“ (ceny platné v květnu 2021), a také naznačuje, že „pro ty, kdo neví jak a kde zařízení použít, je „léčitel“ připraven vysvětlit princip magického mechanismu v rámci webinářů. Je pravda, že za poplatek…“
Označení PRK-1U znamená přesně „1. univerzální rozvojové vzdělávací zařízení pro koncentraci věčného života“. Údajně se jedná o kvantové zařízení s optickými systémy, které výrazně urychluje rozvoj vědomí prostřednictvím koncentrace myšlenek. Zařízení má fungovat na principu, že myšlenka má určitou fyzickou aktivitu a tato aktivita pak údajně působí jako biosignál, který opticky interaguje s PRK-1U, zesiluje se a materializuje. Pro zvýšení intenzity studia materiálů vzdělávacího programu pomocí zařízení PRK-1U Grabovoj doporučuje soustředit se na určité číselné řady.

#### Grabovojova čísla (Grabovoi numbers)
Olga Saburova upozornila i na skutečnost, že v souvislosti s epidemií koronaviru na své stránce na sociální síti Facebook Grabovoj opět prosazuje své staré myšlenky „léčby jakékoli nemoci“ uvedené ve své stostránkové knize z roku 1999 „Obnova lidského těla soustředěním na čísla“, ve které uvádí, že „každá nemoc jednotlivce je odchylkou od normy. Buněk, orgánů nebo celého organismu jako celek. Léčba nemoci pak znamená návrat k normě“, čehož lze dosáhnout pomocí dvou jím vynalezených číselných řad - 4986489 a 548748978.
Novináři TV pořadu Člověk a právo navíc zjistili, že na podporu těchto myšlenek Grabovoj využívá sociální síť TikTok.
Tyto, ale i další „zázračné kódy“ na Pinterestu objevují od roku 2016, knihy o kódech bylo lze zakoupit na Amazonu již v roce 2011, v únoru 2020 bulvární noviny Daily Star zmiňují hongongského herce Juliana Čeunga, který si na předloktí takové číslo napsal a nazval ho „kódem pro prevenci epidemie“. Čeungovi fanoušci jej pak začali napodobovat a celá věc se pak začala rychle šířit přes sociální síť Weibo
I na dalších sociálních sítích se tyto „kódy“ začaly šířit s použitím hashtagů #LawOfAttraction a #Manifestation. Lidé tyto „kódy“ často sdílí jako „cheat codes“, tedy jako možnost hacknout realitu, tzv. „manifestovat“ svá přání a získat tak snadno bohatství, zdraví, či cokoli jiného. řady čísel údajně lze je recitovat, soustředit se na ně během meditace, napsat si je na tělo (oblíbené jsou vnitřní zápěstí a paže), nakreslit je do vzduchu. Neexistuje jednoznačný návod, jak je používat, nebo jak dlouho je používat. Proto je vlastně nelze používat chybně.
Ruští blogeři prý sdílí i čísla, která mají mít moc ovlivňovat realitu negativně, tedy přivolávat např. migrény, srdeční zástavu, vysoké horečky, nebo otravu.
Podle klinického psychiatra Andreje Efremova mnozí blogeři a youtubeři vytvářejí příspěvky o těchto číslech zejména kvůli získávání vyššího počtu zhlédnutí na svém kanálu nebo blogu. Obbdobně uživaté na TikToku takové příspěvky vytvářejí pro peněžitý zisk.
Lidé, kteří věří, že tyto kódy fungují, obvykle nekriticky přijímají, co se jim řekne. <...> Vidí něčí pozitivní příklad, vidí spoustu pozitivních komentářů a slepě následují návod. Navíc takoví lidé pak sami budou vyhledávat situace, které budou dokazovat, že rituál funguje, a všechny pozitivní události budou připisovat kódům. Takto funguje autosugesce. Sami Grabovojovi následovníci - pravděpodobně také podvodníci - budou takové lidi na TikToku vyhledávat a vydělávat na nich, zatímco ti druzí přijdou o své úspory a možná i o byty.
Andrej Efremov